# SV La Fama
SV La Fama is een voetbalclub uit de Arubaanse plaats Savaneta. De club komt uit in de Arubaanse Division Honor.

## Erelijst
Arubaanse Division Honor
- 2013

Copa Betico Croes
- finalist in 2010, 2021, 2022

## (ex-) Bekende trainer
- Reinhard Breinburg